# Chepe González
José Jaime "Chepe" González Pico (Sogamoso, 28 juli 1968) is een voormalig Colombiaans wielrenner. Hij won één etappe in de Ronde van Frankrijk en twee in de Ronde van Italië. Daarnaast won hij veel etappes in twee van de grootste wedstrijden in zijn thuisland.
Hij stond bekend om zijn attractieve rijstijl en viel graag aan in in overgangs- en bergetappes. Hierdoor won hij tweemaal de bergtrui in de Ronde van Italië en werd hij twee keer tweede.

## Belangrijkste overwinningen
1992
- 5e etappe Ronde van Colombia

1994
- 5e, 6e en 8e etappe Ronde van Colombia
- Eindklassement Ronde van Colombia

1995
- 5e etappe Clásico RCN
- 2e en 11e etappe Ronde van Colombia
- Eindklassement Ronde van Colombia

1996
- 11e etappe Ronde van Frankrijk
- 8e etappe Clásico RCN

1997
- 20e etappe Ronde van Italië
- Bergklassement Ronde van Italië

1999
- 5e etappe Ronde van Italië
- Bergklassement Ronde van Italië
- 7e etappe Ronde van Colombia

## Resultaten in voornaamste wedstrijden
| Jaar | Ronde van Italië | Ronde van Frankrijk | Ronde van Spanje |
| ---- | ---------------- | ------------------- | ---------------- |
| 1995 | 52e              |                     |                  |
| 1996 |                  | 96e (1)             |                  |
| 1997 | 15e (1)          | opgave              |                  |
| 1998 | 12e              |                     | opgave           |
| 1999 | 23e (1)          |                     |                  |
| 2000 | 31e              |                     |                  |
| 2001 | opgave           |                     |                  |

| Jaar |  | WK op de weg |
| ---- |  | ------------ |
| 1992 |  | 37e          |
| 1993 |  |              |
| 1994 |  | opgave       |
| 1995 |  | 15e          |

## Ploegen
- 1992 - Postobon
- 1993 - Postobon
- 1994 - Postobon
- 1995 - Kelme-Sureña
- 1996 - Kelme-Artiach
- 1997 - Kelme-Costa Blanca
- 1998 - Kelme-Costa Blanca
- 1999 - Kelme-Costa Blanca
- 2000 - Aguardiente Néctar-Selle Italia
- 2001 - Mobilvetta Design - Formaggi Trentini

Wielerploegen van Chepe González
Aguirre ·
Benítez ·
Bernal ·
Buenahora ·
Cabello ·
Camargo ·
Capacho ·
Castaño ·
Castelblanco ·
Contreras ·
Cubino ·
Domínguez ·
Edo ·
Farfán ·
García ·
J. J. González ·
S. González ·
Heras ·
Jurado ·
Moreno ·
Muñoz ·
Niño ·
Ortegon ·
Ramírez ·
Rodríguez ·
Sánchez ·
Serrano ·
Vidal ·
Arroyo (stagiair)
Aguirre ·
Benítez ·
Botero ·
Buenahora ·
Cabello ·
Castaño ·
Castelblanco ·
Contreras ·
Cubino ·
Domínguez ·
Edo ·
Escartín ·
García ·
Giner ·
Gómez ·
J. J. González ·
S. González ·
Heras ·
Moreda ·
Muñoz ·
Niño ·
Rodrigues ·
Rodríguez ·
Rubiera ·
Ruíz ·
Sánchez ·
Serrano ·
Vidal
Benítez ·
Botero ·
Buenahora ·
Cabello ·
de los Ángeles ·
Domínguez ·
Edo ·
Escartín ·
Galván ·
García ·
Gómez ·
A. González ·
J. J. González ·
S. González ·
Heras ·
Hernández ·
Martín ·
Otxoa ·
Pascual ·
Ribera ·
J. Rodríguez ·
S. Rodríguez ·
Rubiera ·
Serrano ·
Vidal
Botero ·
Cabello ·
Contreras ·
de los Ángeles ·
Edo ·
Escartín ·
Galván ·
García ·
Gómez ·
A. González ·
J. J. González ·
S. González ·
Gutiérrez ·
Heras ·
Hernández ·
Martín ·
Otxoa ·
Pascual ·
Ribera ·
J. Rodríguez ·
S. Rodríguez ·
Rubiera ·
Serrano ·
Sevilla ·
Vidal
Botero ·
Cabello ·
Castelblanco ·
Contreras ·
de los Ángeles ·
Edo ·
Escartín ·
Forner ·
Galván ·
Gómez ·
A. González ·
J. J. González ·
Gutiérrez ·
Heras ·
Hernández ·
León ·
Otxoa ·
Javier Pascual Llorente ·
Javier Pascual Rodríguez ·
Requejo ·
Ribera ·
Rodríguez ·
Rubiera ·
Sevilla ·
Tauler ·
Uría ·
Vicioso ·
Vidal
Berzin (tot 30/04) ·
Bosi ·
Bracci ·
Brendolin ·
Castellan ·
Di Biase ·
Fois ·
Gadenz ·
Girardello (tot 15/06) ·
Gobbi ·
González ·
Gualdi ·
Jones ·
Kadlec ·
Lelekin ·
Massi ·
Miorin ·
Murn ·
Ongarato ·
Recinella ·
Strazzer ·
Trombetta ·
Vecchi